# Bartonova dekarboxylace
Bartonova dekarboxylace je radikálová organická reakce, při níž se karboxylové kyseliny přeměňují thiohydroxamátové estery (běžně nazývané Bartonovy estery) a produkt je následně zahříván za přítomnosti radikálového iniciátoru a zdroje vodíku za vzniku dekarboxylovaného produktu.
Jde o příklad redukční dekarboxylace. Její pomocí lze odštěpit karboxylové skupiny z alkylových skupin a nahradit je jinými.
Tuto reakci objevil britský chemik Derek Barton.

## Mechanismus
Bartonovu dekarboxylaci zahajuje homolytické štěpení radikálového iniciátoru, tím je zde 2,2'-azobisisobutyronitril (AIBN), které nastává po zahřátí reakční směsi. Následně dojde k odštěpení vodíku z jeho zdroje (tributylcínu) za vzniku tributylstannylového radikálu, který atakuje atom síry v molekule thiohydroxamátového esteru. Vazba N-O thiohydroxamátu je následně homolyticky rozštěpena na karboxylový tradikál, jenž podléhá dekarboxylaci (odštěpení CO2). Zbývající alkylový radikál (R·) pak odštěpí vodík z tributylstannanu a vytvoří redukovaný alkan (RH). Tributylcínový radikál vstoupí do dalšího reakčního cyklu, pokud není thiohydroxamátový ester spotřebován.
Štěpení vazby N-O u Bartonova esteru může také probíhat samovolně po zahřátí nebo ozáření světlem. V tomto případě není potřeba radikálový iniciátor, ovšem nutný stále je donor vodíkových atomů, který vytváří redukovaný alkan. Jako donory vodíku mohou být kromě tributylstannanu použity například terciární thioly či organosilany.
Nákladnosti, zápachu a toxicitě organických sloučenin cínu a křemíku, či thiolů, se lze vyhnout použitím chloroformu jako rozpouštědla i zdroje vodíků.
Také lze provést funkcionalizaci alkylového radikálu použitím látky zachytávající radikály, například (X-Y + R· → R-X + Y·). Reakci umožňuje tvorba stabilních vazeb S-Sn a zvýšená aromaticita thiohydroxamátového esteru. Při tvorbě plynu, urychlujícího reakci, se také zvyšuje celková entropie.